# Aphelandra maximiliana
Aphelandra maximiliana é uma espécie de  planta do gênero Aphelandra e da família Acanthaceae.
O seguinte sinônimo já foi catalogado:  
- Lagochilium maximilianum  Nees

## Forma de vida
É uma espécie terrícola, arbustiva e subarbustiva.

## Conservação
A espécie faz parte da Lista Vermelha das espécies ameaçadas do estado do Espírito Santo, no sudeste do Brasil. A lista foi publicada em 13 de junho de 2005 por intermédio do decreto estadual nº 1.499-R.

## Distribuição
A espécie é encontrada no estado brasileiro de Espírito Santo.
A espécie é encontrada no domínio fitogeográfico de Mata Atlântica, em regiões com vegetação de floresta ombrófila pluvial.